# 坂戸市立北坂戸中学校
坂戸市立北坂戸中学校（さかどしりつ きたさかどちゅうがっこう）は、埼玉県坂戸市末広町にあった公立中学校。
2011年度に近隣の坂戸市立泉中学校と統合し、坂戸市立桜中学校（校地は坂戸市立泉中学校の校地を使用）となり、閉校した。

## 概要
1976年（昭和51年）、北坂戸団地の建設に伴い坂戸市内4校目の中学校として開校した。一時期、全校生徒数が1000人を超えたが次第に生徒数は減少し、閉校前はピーク時の半分以下であった。
2011年（平成23年）3月、坂戸市立泉中学校と統合し、坂戸市立桜中学校（校地は坂戸市立泉中学校の校地を使用）となり、閉校した。

## 沿革
- 1976年4月8日 - 開校・開校式挙行。
- 1977年
  - 3月15日 - 校章、校歌、校旗制定。（校歌作詞：勝承夫、作曲：荻久保和明[1]）
  - 11月28日 - 校章、校歌、校旗発表。この日を開校記念日と定める。
- 1984年4月1日 - 全校生徒数が1000人を突破する
- 1985年
  - 4月1日 - 全校生徒数が1116人になる。
  - 11月27日 - 開校10周年式典挙行。
- 1986年4月1日 - 坂戸市立泉中学校開校に伴い通学区変更。2・3年生308人が転校。
- 1995年11月18日 - 開校20周年式典挙行。記念誌発行。
- 2005年11月25日 - 開校30周年式典挙行。
- 2011年3月 - 閉校。

## 学校教育目標
「勉強と部活で心と頭と体を鍛える生徒の育成」
めざす学校像
- 規律ある
- きれいな
- 希望湧く

　　　　学校

## 年間行事
- 4月 - 入学式、対面式
- 5月 - 離任式、一学期中間テスト
- 6月 - 校外学習、入間北部大会、一学期期末テスト
- 7月 - オーケストラ鑑賞会、一学期終業式
- 9月 - 二学期始業式、体育祭
- 10月 - 入間北部新人大会、二学期中間テスト、駅伝・ロードレース大会
- 11月 - 校内合唱コンクール、開校記念日
- 12月 - 二学期期末テスト、二学期終業式
- 1月 - 三学期始業式、3daysチャレンジ（職業体験）
- 2月 - 修学旅行（京都・奈良）
- 3月 - 学年末テスト、卒業遠足、3年生を送る会、卒業式

## 部活動
- 野球部
- ソフトボール部
- バレーボール部
- 陸上部
- テニス部（男・女）
- 卓球部（男・女）
- サッカー部（部員減少に伴い休部中）
- 剣道部
- 美術部
- 新体操部

## 通学区域
- 末広町、伊豆の山町（泉中の通学区域を除く）、薬師町、芦山町、片柳、上吉田、粟生田（市道第3841号線を境に北側）、坂戸（市道第3253号線を境に東側）[2]

## 交通
- 東武東上線北坂戸駅徒歩5分

## 閉校後
閉校後も学校の施設はそのまま残されていたが、その後北坂戸中学校の跡地は住宅や公園の他、2016年にベルク北坂戸店やドラッグセイムス北坂戸店となっている。
また上記の公園（北坂戸かけはし公園）には北坂戸中学校の『校歌碑』が建っている。